# 여의대방로
여의대방로(汝矣大方路)는 서울특별시 영등포구 대림동 대림삼거리와 용산구 원효대교 북단을 잇는 서울특별시의 도로이다. 왕복 4 ~ 6차로로 구성되어 있다. 구 대방로 구간인 대림동 대림삼거리에서 신길동 대방역 사거리까지는 과거에는 국도 제1호선에 해당했으며 지금은 서울특별시도 제21호선으로 지정되어 있다. 또한 구 대방로 구간을 기준으로 서쪽은 영등포구, 동쪽은 동작구로 나누는 기준이 된다. 여의대방로는 구 용호로 구간이었던 여의교 남단에서 원효대교 북단을 포함하고 있다.

## 역사
- 1966년 11월 26일 : ‘대방동(영등포구 대방동 121)~신대방동(영등포구 신대방동 683)’ 구간을 감찬로(邯贊路)로 지정[1]
- 1972년 11월 26일 : 감찬로를 대방로로 개칭
- 1996년 7월 1일 : 국도 노선 변경으로 인해 국도 제1호선 지정 해제[2]

## 주요 경유지
서울특별시
- 영등포구 / 동작구 - 용산구

## 노선
- 연한 파란색(■): 서울특별시도 제21호선 중복 구간

| 이름                                   | 접속 노선                                                                     | 소재지          | 소재지                | 비고            |
| 시흥대로와 직결                        | 시흥대로와 직결                                                               | 시흥대로와 직결 | 시흥대로와 직결       | 시흥대로와 직결 |
| -------------------------------------- | ----------------------------------------------------------------------------- | --------------- | --------------------- | --------------- |
| 대림삼거리                             | 신길로                                                                        | 서울특별시      | 서:영등포구 동:동작구 |                 |
| 기상청입구 교차로                      | 여의대방로17길 여의대방로20길                                                 | 서울특별시      | 서:영등포구 동:동작구 |                 |
| 대방천사거리                           | 대방천로 여의대방로24길                                                       | 서울특별시      | 서:영등포구 동:동작구 |                 |
| 보라매역 교차로                        | 서울특별시도 제90호선 (상도로) (신풍로)                                       | 서울특별시      | 서:영등포구 동:동작구 |                 |
| 해군회관앞 교차로                      | 가마산로 여의대방로36길                                                       | 서울특별시      | 서:영등포구 동:동작구 |                 |
| 성남고교입구 교차로 (서울지방병무청역) | 대방동길 여의대방로43길                                                       | 서울특별시      | 서:영등포구 동:동작구 |                 |
| 대림아파트 교차로                      | 여의대방로44길 여의대방로47길                                                 | 서울특별시      | 서:영등포구 동:동작구 |                 |
| 대방역 교차로                          | 서울특별시도 제21호선 (노량진로) 영등포로                                     | 서울특별시      | 서:영등포구 동:동작구 |                 |
| 대방지하차도                           |                                                                               | 서울특별시      | 서:영등포구 동:동작구 |                 |
| 여의교 남단                            | 노들로                                                                        | 서울특별시      | 서:영등포구 동:동작구 |                 |
| 여의교                                 |                                                                               | 서울특별시      | 서:영등포구 동:동작구 |                 |
| 영등포구                               |                                                                               | 서울특별시      |                       |                 |
| 여의교 교차로 (샛강역)                 | 여의동로 의사당대로                                                           | 서울특별시      |                       |                 |
| 한양아파트앞 교차로                    | 국제금융로                                                                    | 서울특별시      |                       |                 |
| 원효대교남단 교차로                    | 여의동로                                                                      | 서울특별시      |                       |                 |
| 원효대교                               |                                                                               | 서울특별시      |                       |                 |
| 용산구                                 |                                                                               | 서울특별시      |                       |                 |
| 원효대교 북단                          | 서울특별시도 제70호선 국도 제46호선 국가지원지방도 제23호선 (강변북로) 원효로 | 서울특별시      |                       |                 |
| 청파로와 직결                          |                                                                               |                 |                       |                 |

## 버스 중앙 전용 차로제
현재 버스 중앙 전용 차로제가 시행되고 있는 곳은 대림삼거리에서 해군회관 사거리로 1.9 km이다. 이 차로제는 시흥대로와 연결된다.

## 주요 건물 및 시설
- 대방역 (서울특별시 영등포구 여의대방로 300)
- 샛강역 (서울특별시 영등포구 여의대방로 366)
- 서울지방병무청역 (서울특별시 동작구 여의대방로 지하218)
- 신대방우성1차아파트 (서울특별시 동작구 여의대방로 8)
- 신대방우성2차아파트 (서울특별시 동작구 여의대방로 22)
- 신대방경남아너스빌 (서울특별시 동작구 여의대방로 25)
- 신대방현대아파트 (서울특별시 동작구 여의대방로 28)
- 돈보스꼬청소년센터, 천주교살레시오수도회 (서울특별시 영등포구 여의대방로 65)
- 농심 (서울특별시 동작구 여의대방로 112)
- 서울신길동우체국 (서울특별시 영등포구 여의대방로 161)
- 공군호텔 (서울특별시 영등포구 여의대방로 259)
- KBS 별관 (서울특별시 영등포구 여의대방로 359)
- 주한 인도네시아 대사관 (서울특별시 영등포구 여의대방로 380)
- 서울여의도초등학교 (서울특별시 영등포구 여의대방로 439)
- 부광약품 본사 (서울특별시 동작구 상도로 5)

## 사진

### 도로 및 시설물

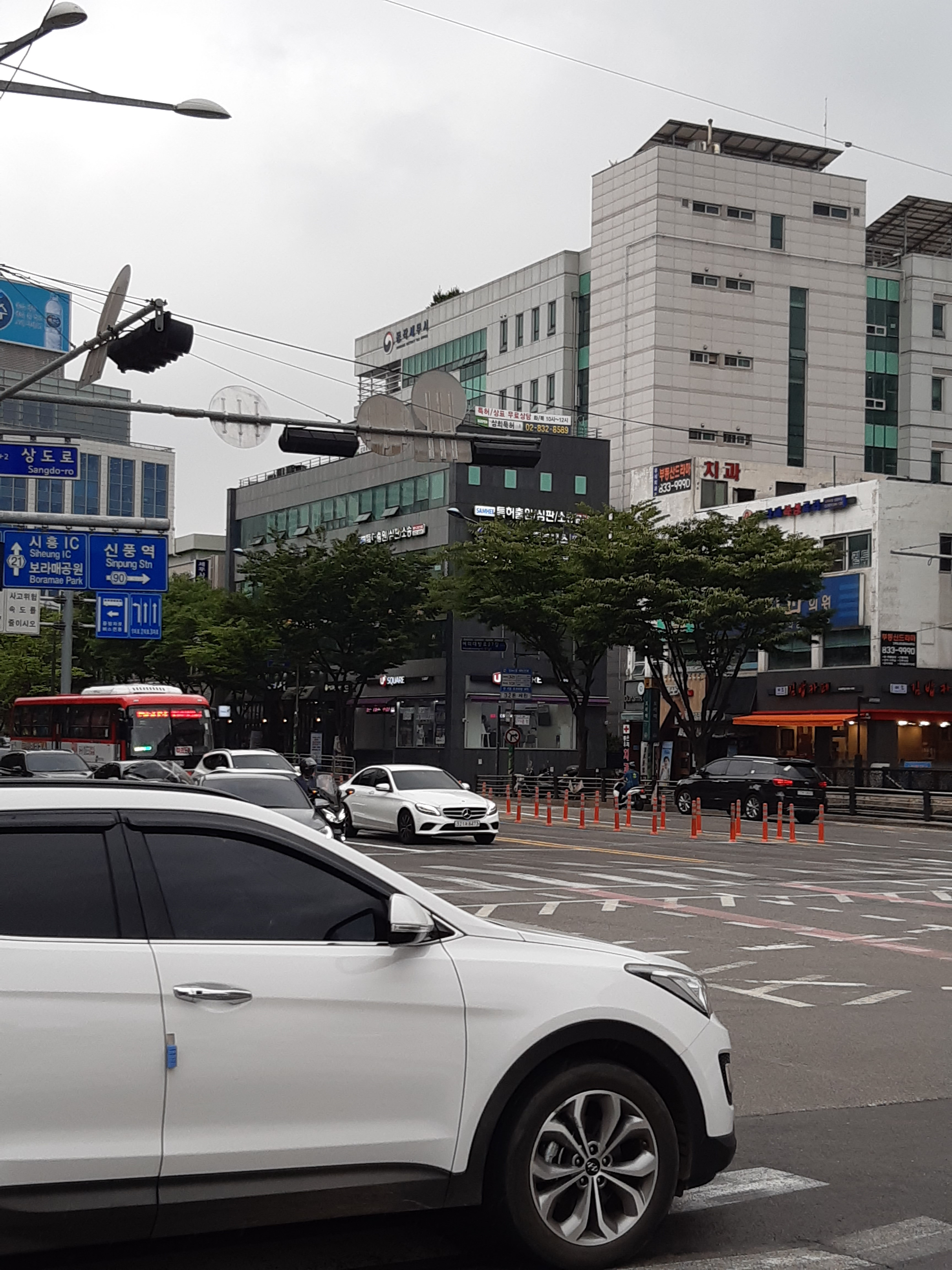
보라매역 사거리
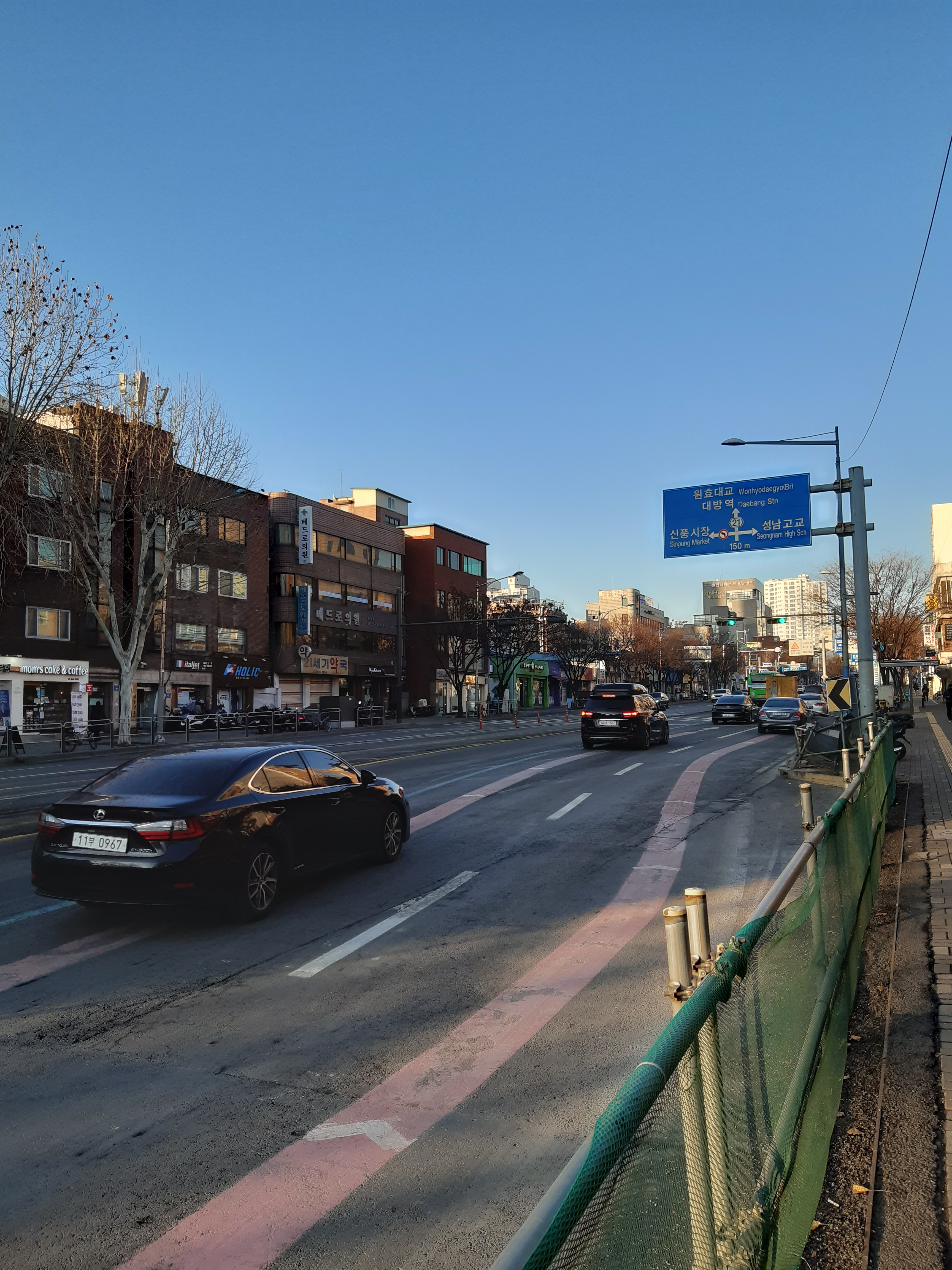
성남고교입구 교차로
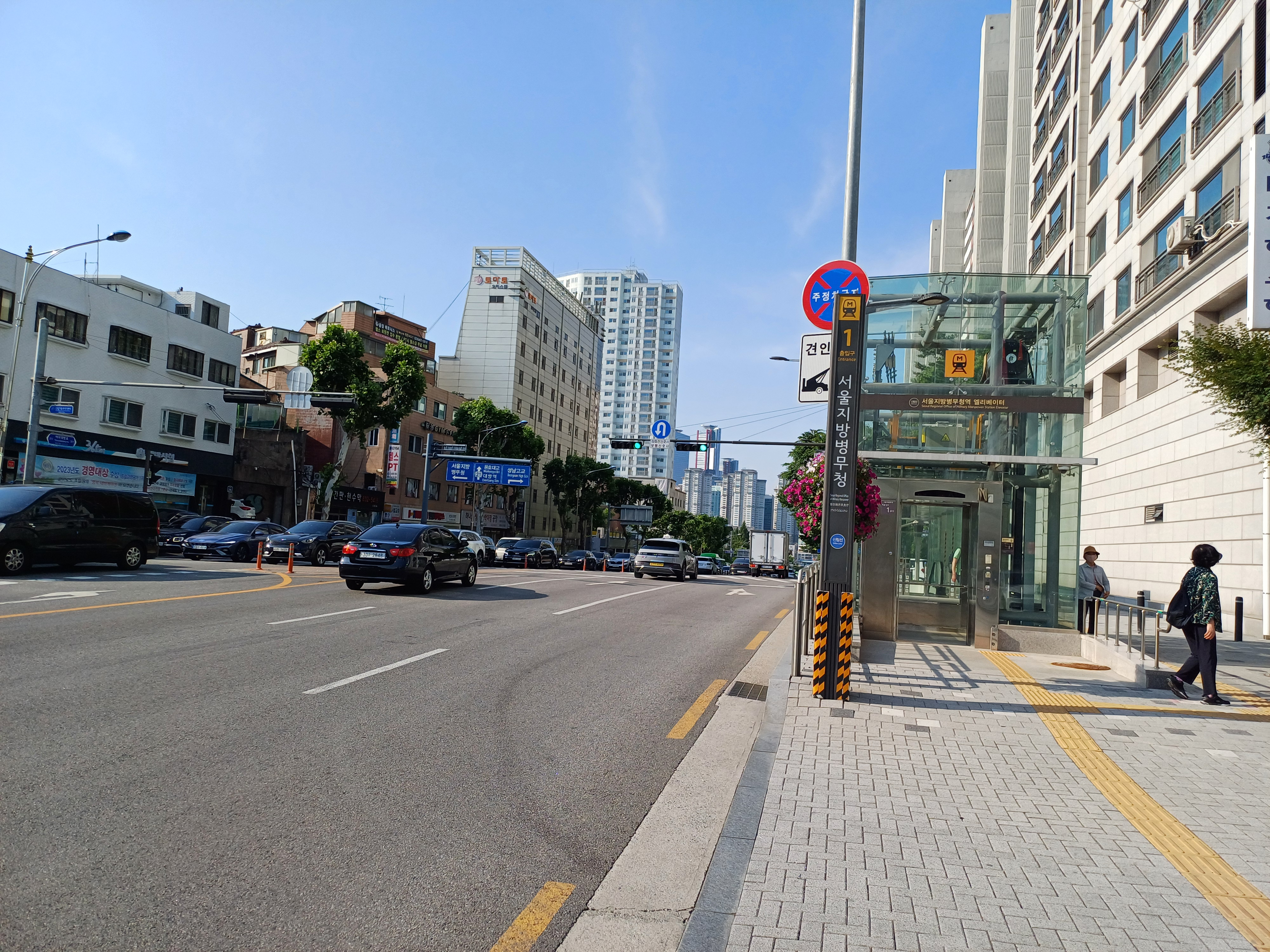
서울지방병무청역 1번 출구
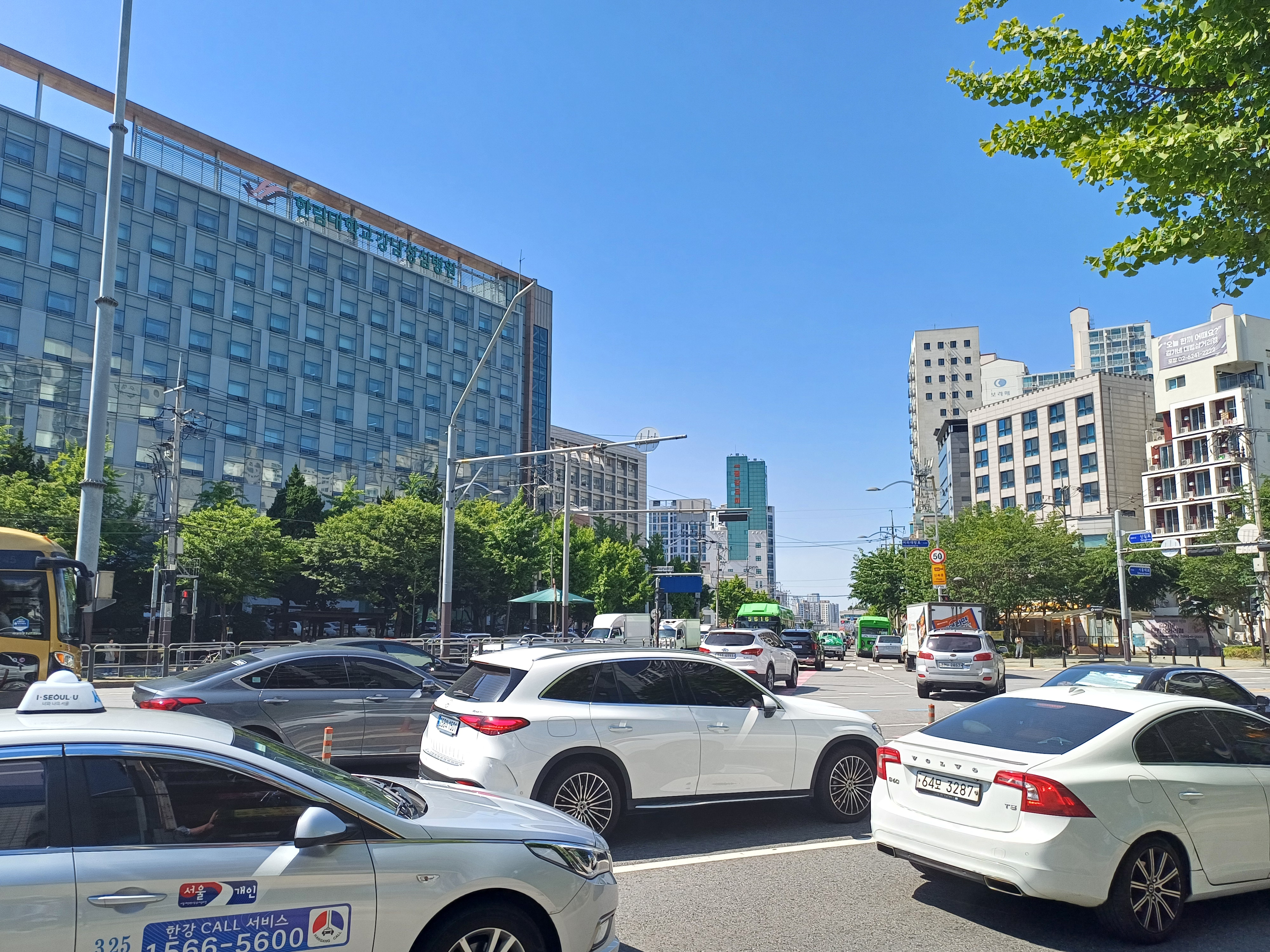
시흥대로, 신길로 교차지점(한림대학교 강남성심병원 앞)
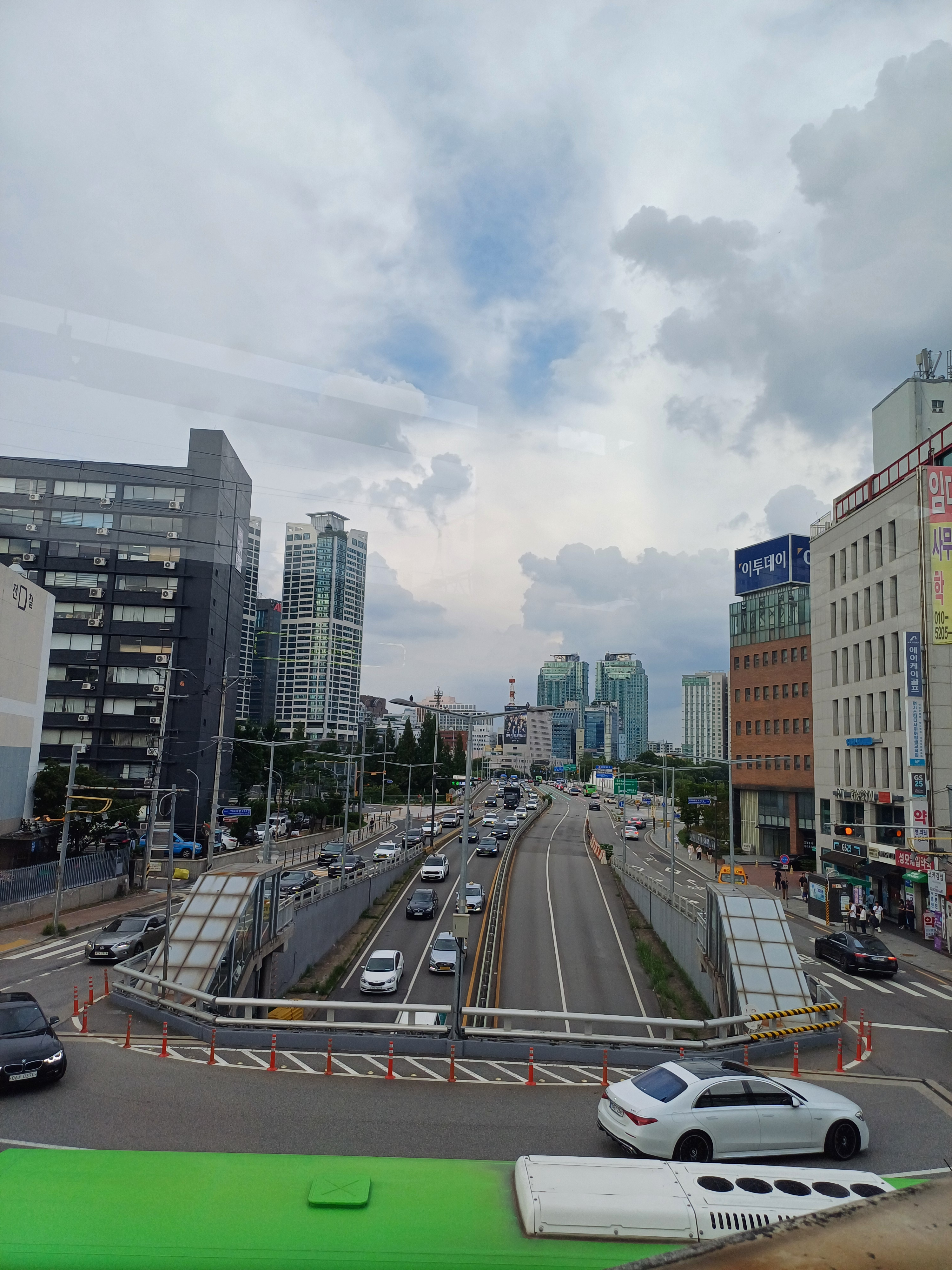
대방역 지하차도

### 주요건물

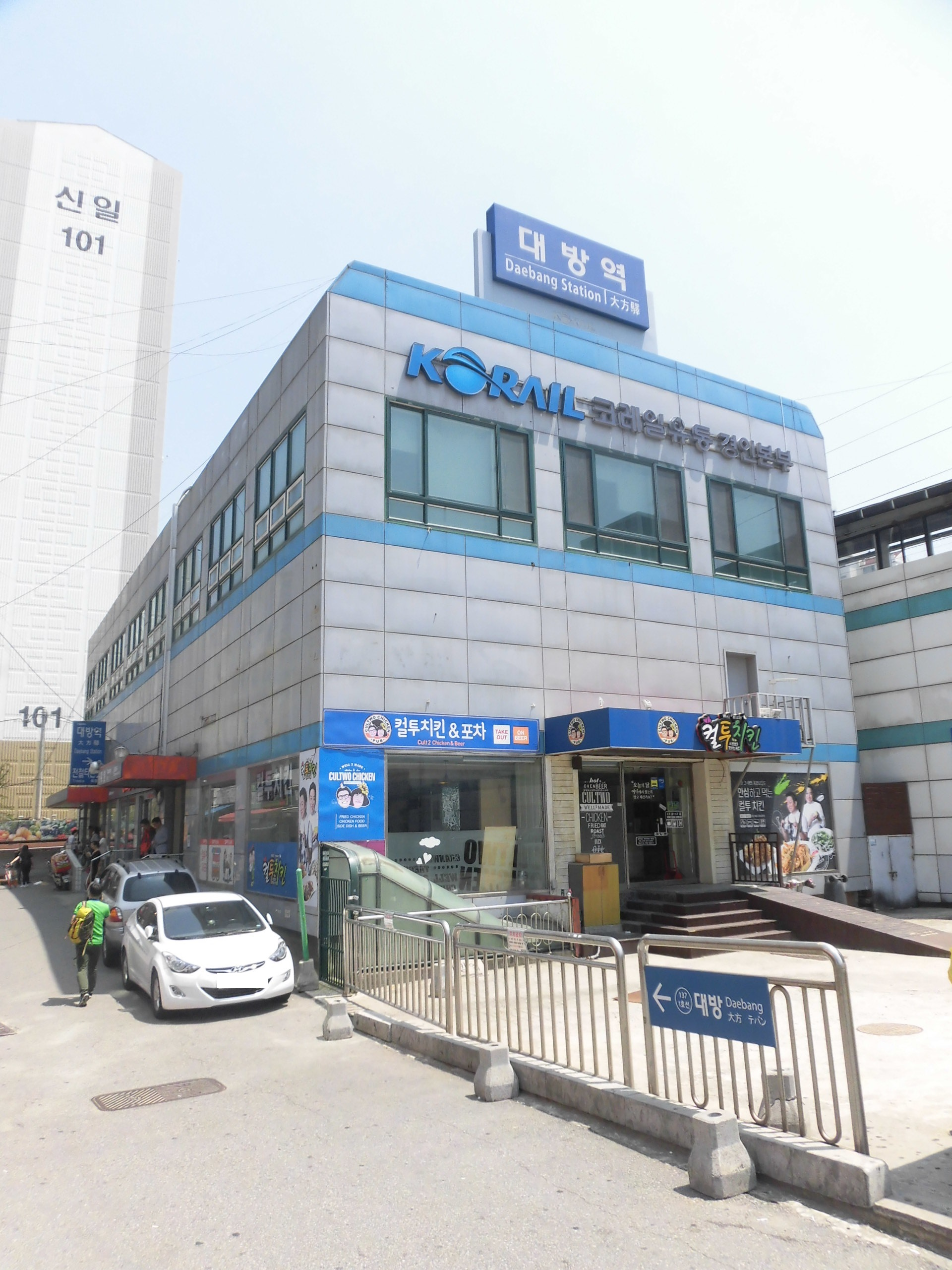
대방역
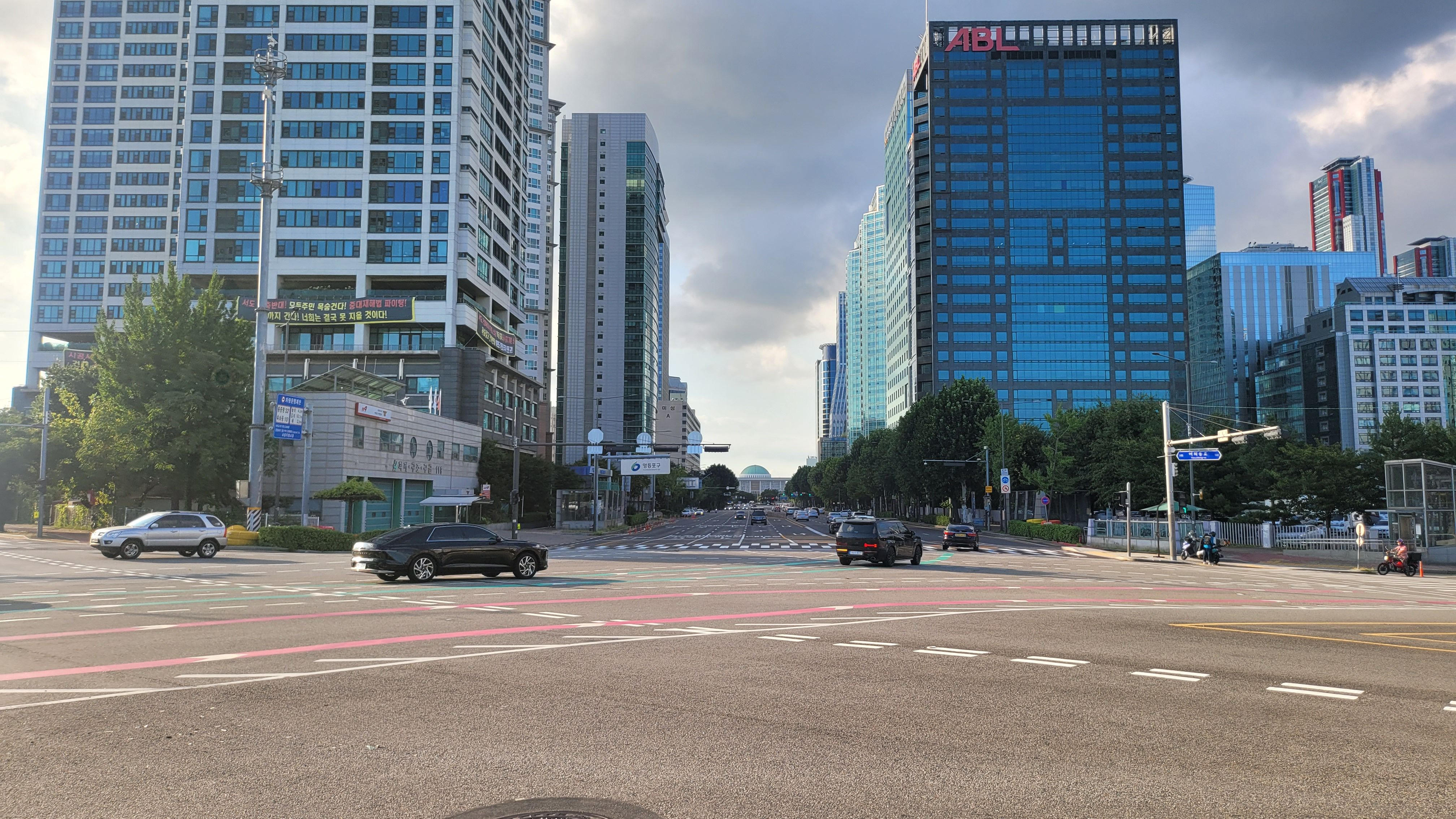
샛강역
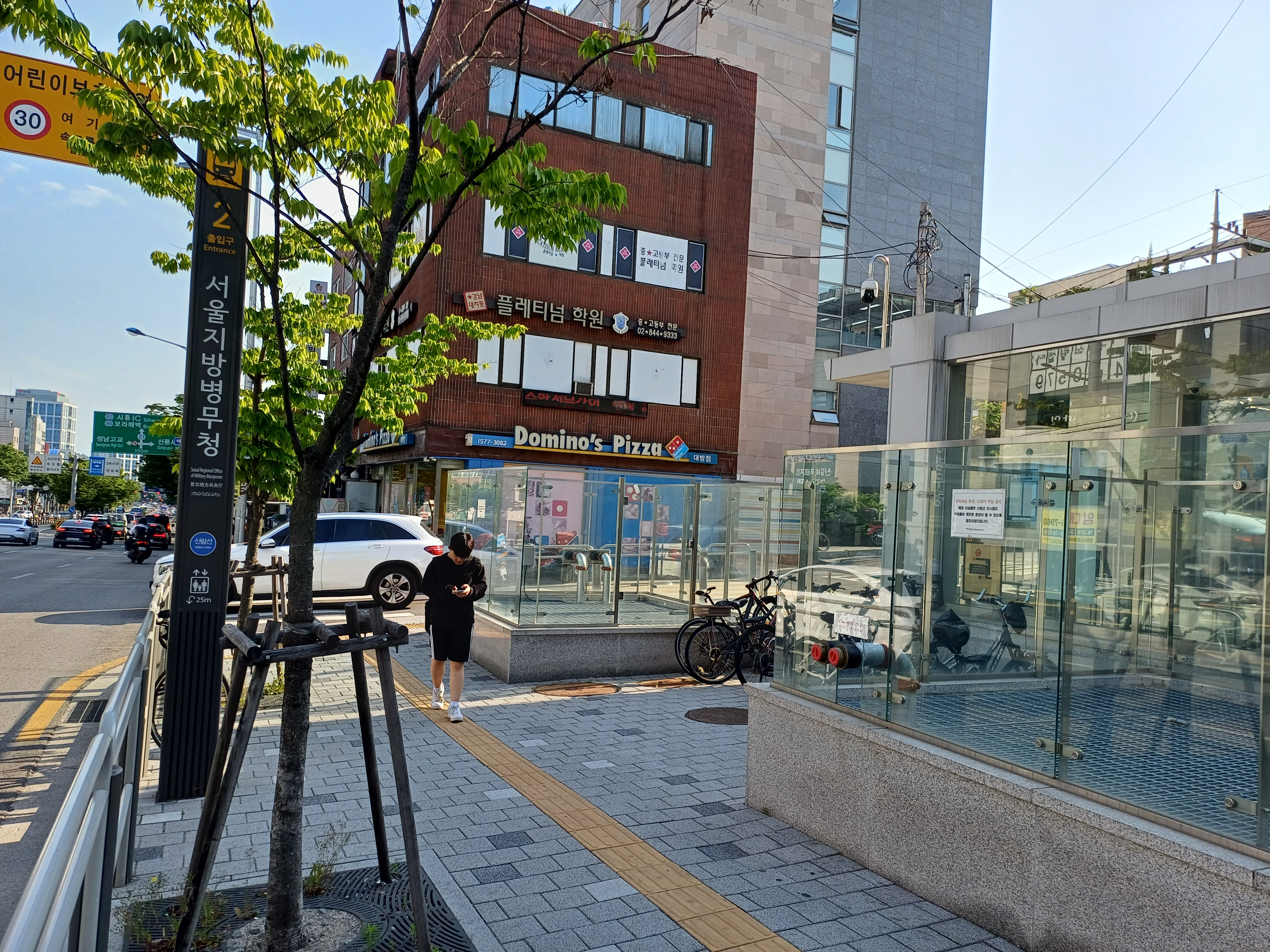
서울지방병무청역
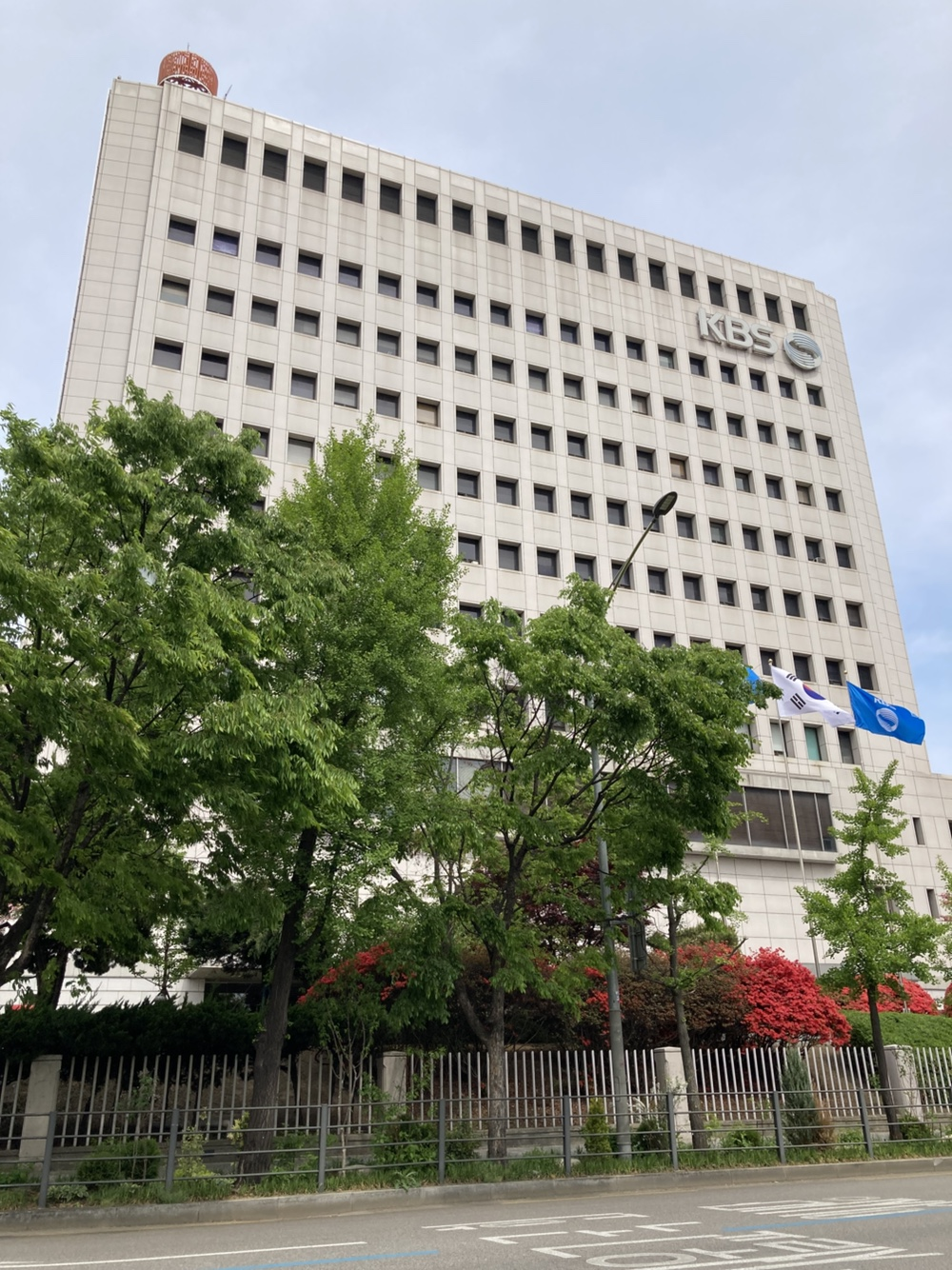
KBS별관
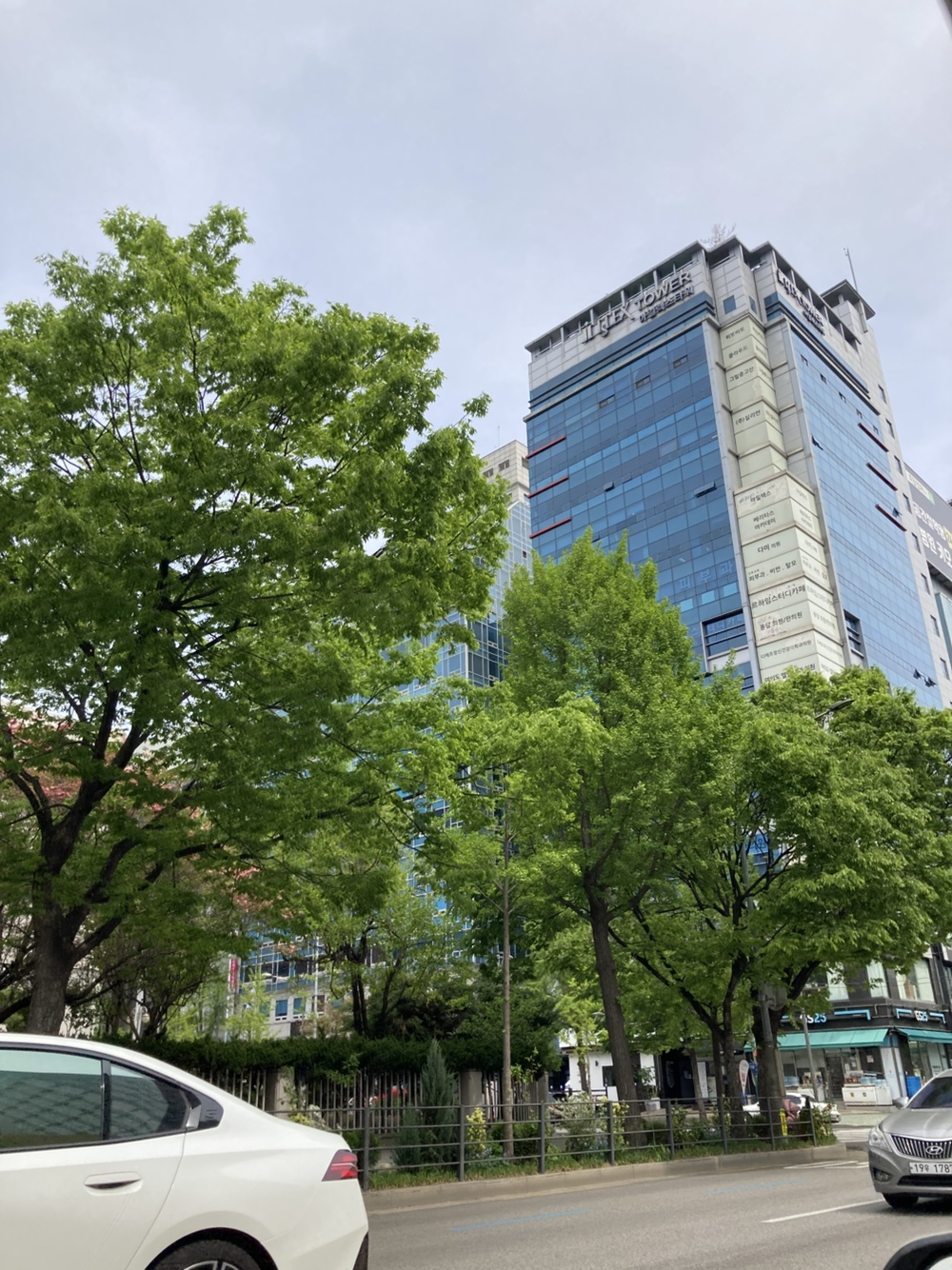
아일렉스타워(여의대방로 375)